# Mont-Bernanchon
 Mont-Bernanchon  es una población y comuna francesa, situada en la región de Norte-Paso de Calais, departamento de Paso de Calais, en el distrito de Béthune y cantón de Lillers.

## Demografía
| 908 | 861 | 872 | 972 | 1262 | 1170 |
| Para los censos de 1962 a 1999 la población legal corresponde a la población sin duplicidades (Fuente: INSEE [Consultar]) |     |     |     |      |      |